# Даниел Бурш
Даниел Уилер Бурш (на английски: Daniel Wheeler Bursch) е американски инженер и астронавт на НАСА, ветеран от четири космически полета и дълговременен престой в космоса от 196 денонощия по време на Експедиция 4 на МКС.

## Образование
Даниел Бурш завършва колежа Vestal Senior High School, Ню Йорк през 1975 г. През 1979 г. се дипломира като бакалавър по физика във Военноморската академия на САЩ, Анаполис, Мериленд. През 1991 г. става магистър по инженерни науки в Института за следдипломна квалификация на USN, Монтерей, Калифорния.

## Военна служба
Даниел Бурш постъпва на активна военна служба през 1979 г. Завършва школа за морски пилоти в Пенсакола, Флорида през април 1980 г. със специалност щурман на А-6 Интрюдър. От януари 1981 г. е зачислен в щурмова ескадрила 34 (VA-34), базирана на самолетоносача USS John F. Kennedy (CV-67). До 1984 г. служи и на самолетоносача USS America (CV-66). През декември 1984 г. завършва школа за тест пилоти в Мериленд. След дипломирането си остава на служба в школата като инструктор в продължение на повече от две години. През април 1987 г. е назначен за оперативен офицер на Група разрушители 1, базирана в Индийския океан. Плава последователно на атомния крайцер USS Long Beach (CGN-9) и на самолетоносача USS Midway (CV-41). В кариерата си има повече от 3400 полетни часа.

## Служба в НАСА
На 17 януари 1990 г., Даниел Бурш е избран за астронавт от НАСА, Астронавтска група №13. През юли 1991 г. завършва успешно курса за подготовка. Участник е в четири космически полета и има две космически разходки с обща продължителност от 11 часа и 48 минути.

### Космически полети
| Космически полети на Даниел Уилер Бурш                    | Космически полети на Даниел Уилер Бурш | Космически полети на Даниел Уилер Бурш | Космически полети на Даниел Уилер Бурш | Космически полети на Даниел Уилер Бурш    | Космически полети на Даниел Уилер Бурш | Космически полети на Даниел Уилер Бурш |
| №                                                         | Дата                                   | КК                                     | Емблема на мисията                     | Функции                                   | Продължителност                        |                                        |
| --------------------------------------------------------- | -------------------------------------- | -------------------------------------- | -------------------------------------- | ----------------------------------------- | -------------------------------------- | -------------------------------------- |
| 1                                                         | 12 септември 1993                      | „Дискавъри“, мисия STS-51              |                                        | Специалист на мисията                     | 9 денонощия 20 часа 11 мин. 11 сек.    |                                        |
| 2                                                         | 30 септември 1994                      | „Индевър“, мисия STS-68                |                                        | Специалист на мисията                     | 11 денонощия 05 часа 46 мин. 08 сек.   |                                        |
| 3                                                         | 19 май 1996                            | „Индевър“, мисия STS-77                |                                        | Специалист на мисията                     | 10 денонощия 00 часа 40 мин. 10 сек.   |                                        |
| 4                                                         | 5 декември 2001                        | „Индевър“, мисия STS-108               |                                        | Специалист на мисията, Бординженер на МКС | 190 денонощия 05 часа 31 мин.          |                                        |
|                                                           | 19 юни 2002                            | „Индевър“, мисия STS-111               |                                        | Специалист на мисията                     | Приземяване с мисия STS-111            |                                        |
| Сумарно време в космоса – 226 денонощия 22 часа 16 минути |                                        |                                        |                                        |                                           |                                        |                                        |

## Награди
- Медал за отлична служба;
- Медал за похвала на USN;
- Медал за заслуги на USN;
- Медал на НАСА за участие в космически полет (4).